# Коршуны (Угранский район)
Коршуны — деревня в Угранском районе Смоленской области России. Входит в состав Вёшковского сельского поселения.
Расположена в юго-восточной части области в 26 км к северо-востоку от Угры, в 4 км восточнее автодороги Р132 Вязьма — Калуга — Тула — Рязань, на берегу реки Язовец. В 9 км западнее от деревни находится железнодорожная станция Волоста-Пятница на линии Торжок-Брянск.

## История
В годы Великой Отечественной войны деревня была оккупирована гитлеровскими войсками в октябре 1941 года, освобождена в марте 1943 года.
В 2001—2002 годах деревня сгорела дотла. 